# Kon Julij i bolsjije skatjki
Kon Julij i bolsjije skatjki (russisk: Конь Юлий и большие скачки) er en russisk animationsfilm fra 2020 af Darina Sjmidt og Konstantin Feoktistov.

## Medvirkende
- Dmitrij Vysotskij som Julius
- Sergej Makovetskij
- Sergej Burunov som Sultan Rashid
- Oleg Kulikovitj som Alyosja Popovitj
- Valerij Solovjov som Dobrynja Nikititj